# Турито ди Сото (Форли-Чезена)
Турито ди Сото је насеље у Италији у округу Форли-Чезена, региону Емилија-Ромања.
Према процени из 2011. у насељу је живело 171 становника. Насеље се налази на надморској висини од 285 м.